# 兴贤里街道
兴贤里街道，是中华人民共和国河南省三門峽市卢氏县下辖的一个街道办事处。

## 行政区划
兴贤里街道下辖以下社区：
秋实社区、春华社区和顺义社区。